# Arbanitis crawfordorum
Espèce
Synonymes
- Misgolas crawfordorum Wishart & Rowell, 2008

Arbanitis crawfordorum est une espèce d'araignées mygalomorphes de la famille des Idiopidae.

## Distribution
Cette espèce est endémique de Nouvelle-Galles du Sud en Australie. Elle se rencontre vers Smiths Lake.

## Description
La carapace du mâle holotype mesure 6,45 mm de long sur 5,10 mm et l'abdomen 5,89 mm de long sur 3,68 mm et la carapace de la femelle paratype mesure 13,62 mm de long sur 9,64 mm et l'abdomen 14,84 mm de long sur 8,72 mm.

## Étymologie
Cette espèce est nommée en l'honneur de Michael et Janice Crawford.

## Publication originale
- Wishart & Rowell, 2008 : Trapdoor spiders of the genus Misgolas (Mygalomorphae: Idiopidae) from eastern New South Wales, with notes on genetic variation. Records of the Australian Museum, vol. 60, no , p. 45-86 (texte intégral).